# Мирошниченко, Николай Прокофьевич
Николай Прокофьевич Мирошниченко (20 октября 1920 — 8 апреля 1945) — советский военный лётчик, командир эскадрильи в 34-м гвардейском бомбардировочном авиационном Тихвинском Краснознамённом ордена Кутузова полку, гвардии старший лейтенант (по другим данным гвардии капитан).

## Биография
Родился 20 октября 1920 года в селе Петровское, ныне город Светлоград Ставропольского края в рабочей семье. По национальности — украинец. Некоторое время проживал в Киргизской ССР, где окончил Фрунзенский коммунально-строительный техникум и аэроклуб.
В Красной армии с 1940 года. В 1942 году окончил Чкаловскую военную авиационную школу лётчиков. В боевых действиях Великой Отечественной войны начал принимать участие с июня того же года. Воевал на Ленинградском фронте и 3-м Белорусском фронте. За время войны (4 апреля 1944 года) получил тяжёлое ранение.

### 1943 год
9 июня 1943 года Николай Мирошниченко вместе с девятью Пе-2 вылетел на бомбардировку вражеского аэродрома противника Сиверская (Ленинградская область). Результатом этого налета стали 13 уничтоженных вражеских самолета и подорванные вражеские склады с топливом и боеприпасами. 
18 июля Николай Мирошниченко совершил 3 успешных боевых вылета без прикрытия, целью которых должна была быть разведка маршрута:  Красногвардейск—Сиверская—Владимирская—Новолисино—Тосно—Войтолово. На следующий день Николай Мирошниченко вылетел на железнодорожные станции  Новолисино и Владимирская с целью их разведки и бомбежки. После того как были сфотографированы пункты Николай Мирошниченко разбомбил железнодорожное полотно и станционное здание. 
25 июля Николай Мирошниченко вместе с пятью самолетами Пе-2 отправился на бомбардировку переднего края вражеской обороны в близи Лобаново. Итогом этого рейда стали разрушенный мост через Мга, разрушенные жилые дома и разбита вражеская артиллерийская батарея. 
8 сентября Николай Мирошниченко вылетел в роли ведущего пары самолетов Пе-2. Во время выполнения поставленной боевой задачи на высоте 3,5 километров Николай Мирошниченко уничтожил вражескую дальнобойную батарею, которая вела обстрел Ленинграда.

### 1944 год
26 февраля 1944 года Николай Мирошниченко вылетел в роли ведущего  шести самолетов Пе-2 в составе группы из 12 машин для бомбардировки вражеского аэродрома Тарту (ныне Эстония). После преодоления вражеских зенитных орудий, группа попала под вражескую атаку восьми самолетов Focke-Wulf Fw 190 Würger. Удачно маневрируя, группа подбила 4 вражеских самолета и подожгла 5 самолетов которые находились на стоянке. 
7 марта Николай Мирошниченко вместе с девятью Пе-2 отправился на бомбардировку того же аэродрома Тарту. Группа вновь преодолела огонь вражеских зенитных орудий и уничтожила 17 вражеских самолетов, которые находились на земле.
4 апреля 1944 года Николай Мирошниченко вылетел в группе восьми самолетов Пе-2 для бомбардировки железнодорожных эшелонов на станции Тарту. На пути группа была перехвачена тридцатью вражескими Focke-Wulf Fw 190 Würger и Messerschmitt Bf.109. Однако группа смогла отбить многочисленные вражеские атаки и сумела нанести 4 прямые попадания в железнодорожные эшелоны, а также были уничтожены или повреждены: станционная постройка, городские попадания и аэродром. Во время этого воздушного боя Николай Мирошниченко получил тяжёлое ранение в ноги, но при этом сумел привести и посадить свой самолёт на аэродром после чего потерял сознание.
19 сентября Николай Мирошниченко был ведущим девяти самолетов Пе-23 и находясь в составе полка вел бомбардировку вражеских железнодорожных эшелонов, которые находились на станции Реквере (Эстония). Итогом налета стало 3 сожжённых железнодорожных эшелона и  пакгауз, так же были разрушены или повреждены: 25 зданий находившихся в поселке и 150 метров железнодорожных путей.
10 октября в группе из 18 самолетов совершил бомбардировку вражеской артиллерийской батареи. Во время этой бомбардировки была уничтожена артиллерийская батареи, 10 домов и землянки.

### 1945 год
12 января 1945 года Николай Мирошниченко отправился  ведущим звена Пе-2 с целью нанесения бомбового удара по вражеским позициям. Во время рейда звеном было уничтожило 5 зданий, разрушило 75 метров автомобильной дороги и 4 раза были отмечены прямые попадания по траншеям.
20 января 1945 года Николай Мирошниченко находясь в составе полка два раза водил подчиненную ему эскадрилью на бомбардировку Инстенбурга и Гумбинен (ныне оба находятся в Калининградской области). Результатом бомбардировки Инстенбурга стало 30 разрушенных и поврежденных зданий, так же было уничтожено до 60 метров железнодорожных путей.. Во время подлета к городу Гумбинен группа была атакована огнем вражеской зенитной артиллерии, но советские лётчики смогли выполнить задание. Итогом бомбардировки стало: 13 разрушенных зданий, 75 метров разрушенных железнодорожных путей, были отмечены прямые попадания по железнодорожным путям и был  взорван склад со взрывчатыми веществами.
5 февраля 1945 года Николай Мирошниченко был ведущим 9 самолетов Пе-2 в гриппе из 20 машин с целью бомбардировки складских помещений порта Пиллау (ныне Калининградская область). Результатом воздушной атаки стало: 53 поврежденных или уничтоженных здания, были повреждены корабль и судно.
15 февраля 1945 года в плохих метеорологических условиях Николай Мирошниченко вылетел ведущим 9 самолётов для бомбардировки скопления вражеских войск. Во время бомбардировки было уничтожено приблизительно 20 жилых зданий, подорвано 6 очагов пожара и уничтожено около 300 вражеских солдат.  
20 февраля 1945 года действуя в составе полка Мирошниченко дважды вылетал для уничтожения вражеских опорных пунктов и миномётных батарей. В результате были уничтожены 80 зданий, 200 метров железной дороги и вызвано 8 очагов пожара, а через час после второго рейда советский пехотные формирования заняли населенный пункт.
9 марта 1945 года вместе со своим полком участвовал в бомбардировке миномётной батареи врага и его солдат. Итогом бомбардировки стало 20 повреждённых зданий и 7 прямых попаданий по вражеским траншеям.
По состоянию на апрель 1945 года на счету Николая Прокофьевича был 160 успешных боевых вылетов на разведку и бомбардировку вражеских войск, 40 из них были совершенным с разведывательною целью на одноместном самолете и в большинстве случаев без прикрытия.
Николай Прокофьевич Мирошниченко погиб в воздушном бою 8 апреля 1945 года. Был похоронен в посёлке Пушкино (ныне Нестеровский район, Калининградская область).
Указом Президиума Верховного Совета СССР от 29 июня 1945 года за мужество, отвагу и героизм гвардии старшему лейтенанту Николаю Прокофьевичу Мирошниченко присвоено звание Героя Советского Союза.

## Память

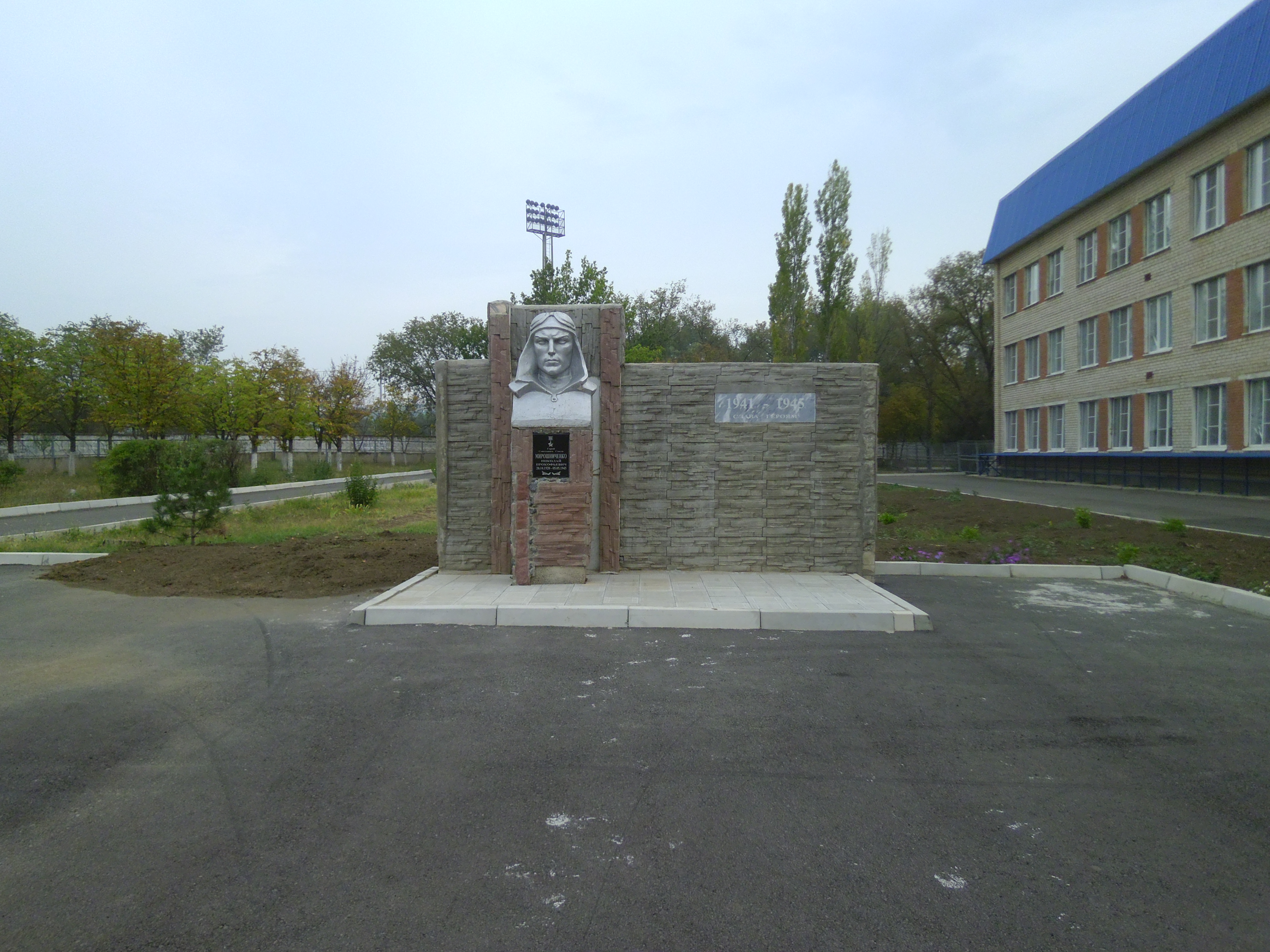
Обелиск в Светлограде.
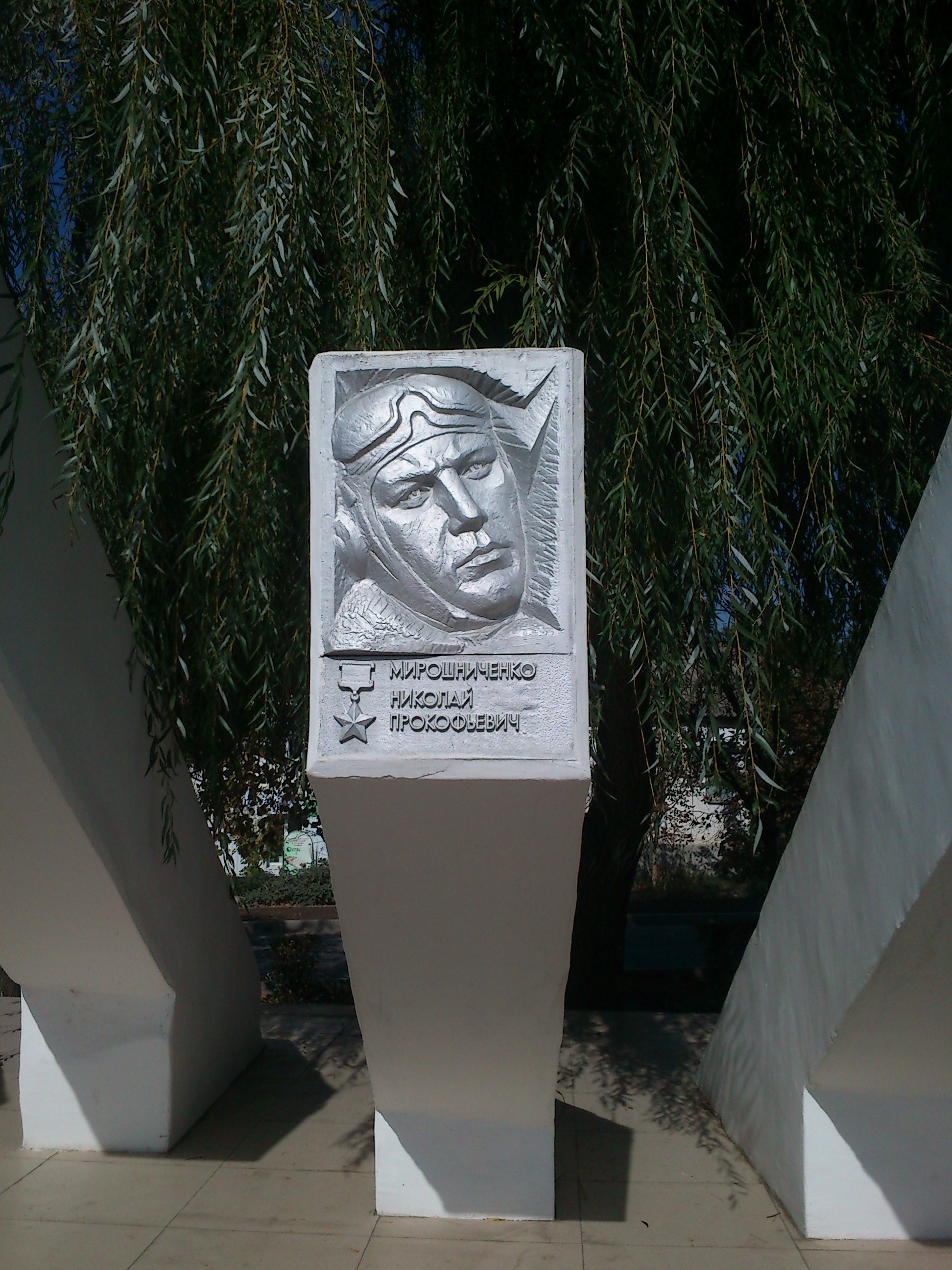
Барельеф на Аллее Славы в Светлограде

## Награды и звания
Николай Прокофьевич Мирошниченко был награждён следующими наградами:
- Звание Герой Советского Союза, с вручением ордена Ленина и медали Золотая Звезда (29 июня 1945, посмертно);
- Орден Красного Знамени (12 августа 1943)[3];
- Орден Александра Невского (17 февраля 1945)[комм 1][4];
- Орден Отечественной войны 1-й степени (20 сентября 1943)[5];
- Орден Красной Звезды (27 марта 1944)[6];
- Медаль За оборону Ленинграда (22 декабря 1942);
- так же ряд прочих медалей.

## Комментарии
1. ↑  Орден не был вручён